# Lagenaria breviflora
Lagenaria breviflora är en gurkväxtart som först beskrevs av George Bentham, och fick sitt nu gällande namn av Guy Edouard Roberty. Lagenaria breviflora ingår i Flaskkurbitssläktet som ingår i familjen gurkväxter. Inga underarter finns listade i Catalogue of Life.